# La Tamponnaise
La Tamponnaise es un equipo de fútbol de las islas Reunión que participa en la Primera División de las Islas Reunión, la liga más importante de las islas.

## Historia
Fue fundado en el año 1982 en la ciudad de Le Tampon a raíz de la fusión de los equipos S/S Tamponnaise, fundado en 1922 y el Stade Tamponnais, fundado en 1971 con el nombre US Stade Tamponnaise. En 2015 el club cambia su nombre por el de La Tamponnaise luego de que abandonara la Primera División de las Islas Reunión el año anterior.
Ha sido campeón de liga en 9 ocasiones y ha participado en más de 10 ocasiones en los torneos continentales.

## Palmarés
- Primera División de las Islas Reunión: 11

1991, 1992, 1999, 2003, 2004, 2005, 2006, 2007, 2009, 2010, 2021
- Segunda División de la Islas Reunión: 1

2017
- Copa de las Islas Reunión: 6

1991, 2000, 2003, 2008, 2009, 2012
- Copa DOM: 1

2000
- Copa de Campeones de Ultramar: 3

2001, 2004, 2007
- Copa del Océano Índico: 3

2004, 2006, 2007

## Participación en competiciones de la CAF
| Temporada | Torneo                      | Ronda            | Club                  | Casa  | Visita | Global      |
| --------- | --------------------------- | ---------------- | --------------------- | ----- | ------ | ----------- |
| 1994      | Recopa Africana             | Preliminar       | AS Cimelta            | w.o.1 | w.o.1  | w.o.1       |
| 1994      | Recopa Africana             | 1                | Tanganda FC           | dq2   | dq2    | dq2         |
| 1994      | Recopa Africana             | 2                | Witbank Black Aces FC | 4-2   | 0-1    | 4-3         |
| 1994      | Recopa Africana             | Cuartos de final | Kenya Breweries       | 1-1   | 0-1    | 1-2         |
| 1995      | Copa CAF                    | 1                | Zamsure FC            | 1-1   | 0-1    | 1-2         |
| 1996      | Copa CAF                    | 1                | Kabwe Warriors        | w.o.3 | w.o.3  | w.o.3       |
| 1996      | Copa CAF                    | 2                | Mamelodi Sundowns FC  | 0-0   | 1-2    | 1-2         |
| 1996      | Copa CAF                    | Cuartos de final | KAC Marrakech         | 0-0   | 0-1    | 0-1         |
| 1997      | Copa CAF                    | 1                | DSA Antananarivo      | 1-0   | 0-1    | 1-1 (2-4 p) |
| 1999      | Copa CAF                    | 1                | ASFTM                 | 5-1   | 1-0    | 6-1         |
| 1999      | Copa CAF                    | 2                | Zamalek SC            | 0-0   | 0-3    | 0-3         |
| 2000      | Liga de Campeones de la CAF | 1                | Nkana FC              | 1-2   | 0-3    | 1-5         |
| 2001      | Recopa Africana             | Preliminar       | LDF                   | 5-0   | 0-2    | 5-2         |
| 2001      | Recopa Africana             | 1                | Kaizer Chiefs FC      | 1-1   | 1-2    | 2-3         |
| 2004      | Liga de Campeones de la CAF | Preliminar       | AS Port-Louis 2000    | w.o.4 | w.o.4  | w.o.4       |
| 2008      | Liga de Campeones de la CAF | Preliminar       | St Michel United FC   | 3-1   | 1-0    | 4-1         |
| 2008      | Liga de Campeones de la CAF | 1                | Platinum Stars FC     | 0-0   | 0-2    | 0-2         |
| 2009      | Liga de Campeones de la CAF | Preliminar       | Académie Ny Antsika   | 6-0   | -      | 6-05        |
| 2009      | Liga de Campeones de la CAF | 1                | Al-Hilal Omdurmán     | 2-1   | 1-3    | 3-4         |

1. AS Cimelta abandonó el torneo.

2. Los equipos de Zimbabue fueron descalificados por las deudas que tenía su federación con la CAF.

3. Kabwe Warriors abandonó el torneo.

4. US Stade Tamponnaise se negó a participar, por lo que fue vetado de los torneos organizados por la CAF por dos años y a pagar una multa de $3000.

5. La serie se jugó a partido único por los problemas políticos en Madagascar.

## El equipo en la estructura del fútbol francés
- Copa de Francia: 4 apariciones

1992/93, 1998/99, 2003/04, 2006/07
- Serie ganada

2006/07: Schiltigheim 0-7 US Stade Tamponnaise (ronda 7)

## Jugadores

### Jugadores destacados
- Fares Bousida (previamente con el Rennes, Nice y el Lens)
- Moussa Traoré (previamente con el Rennes)
- Éric Farro
- Franck Rabarivony (previamente con el Auxerre y el Skoda Xanthi)